# イヴリン・セシル (初代ロックリー男爵)
初代ロックリー男爵イヴリン・セシル（英: Evelyn Cecil, 1st Baron Rockley, GBE, PC、1865年5月30日 - 1941年4月1日）は、イギリスの政治家、貴族。

## 歴史
1865年5月30日、第2代ソールズベリー侯爵ジェイムズ・ガスコイン＝セシルの三男ユースタス・セシル卿と第2代エルドン伯爵ジョン・スコットの娘ガートルードの間の長男として生まれる。
1889年にインナー・テンプルで学び、法廷弁護士となる。1891年から1892年と1895年から1902年にかけて伯父にあたる首相第3代ソールズベリー侯爵ロバート・ガスコイン＝セシルの個人秘書を務めた。
1898年から1900年にかけてハートフォード選挙区、1900年から1918年にかけてアストン・マナー選挙区、1918年から1929年にかけてアストン・マナー選挙区から選出されて保守党の庶民院議員を務めた。
1917年には枢密顧問官に列する。
1934年1月11日に連合王国貴族ロックリー男爵に叙され、貴族院議員に列した。
1941年4月1日に死去。爵位は長男ロバートが継承した。

## 栄典

### 爵位
1934年1月11日に以下の爵位を新規に叙される。
- ドーセット州におけるライチェット・ヒースの初代ロックリー男爵 (1st Baron Rockley, of Lytchett Heath in the County of Dorset)
(勅許状による連合王国貴族爵位)

### 勲章
- 1922年、大英帝国騎士団(勲章)ナイト・グランド・クロス(GBE)[1][2]

## 家族
1898年に初代アマースト男爵ウィリアム・ティッセン＝アマーストの五女アリシア・アマーストと結婚。彼女との間に以下の3子を儲ける。
- 長女マーガレット・ガートルード・セシル (-1962) - ハーバート・レーンと結婚
- 次女モード・キャサリン・セシル (-1981) - リチャード・スティールと結婚
- 長男ロバート・ウィリアム・イヴリン・セシル (1901-1976) - 第2代ロックリー男爵位を継承